# Giscle
La Giscle est un fleuve côtier du Var, qui se jette dans le golfe de Saint-Tropez, au niveau de Port-Grimaud.

## Géographie
De 26,9 km de longueur, elle prend sa source à Valescure dans la commune de Collobrières, dans les Maures. Elle coule vers l'est, passe entre La Môle et La Garde-Freinet, détermine la limite sud de Grimaud et la limite nord de Cogolin, et enfin débouche au fond du golfe de Saint-Tropez peu après avoir reçu la Môle en rive droite. Son débit moyen lors de précipitations de 50 mm par jour est d'environ 2,51 m3/s.

### Communes et cantons traversés
Dans le seul département du Var, la Giscle traverse les quatre communes suivantes de Collobrières (source), la Môle, Grimaud, Cogolin (embouchure).
Soit en termes de cantons, la Giscle prend source dans le canton du Luc, conflue dans le canton de Sainte-Maxime, dans les deux arrondissement de Toulon et arrondissement de Draguignan.

### Bassin versant
La Giscle traverse cinq zones hydrographiques Y541, Y542, Y543, Y544, Y545 pour 121 km2 de superficie totale. Ce bassin versant est constitué à 57,43 % de « forêts et milieux semi-naturels », 27,49 % de « territoires artificialisés », 14,52 % de « territoires agricoles », 0,48 % de « surfaces en eau ».

## Affluents
La Giscle a dix affluents constricteurs référencés :
- le vallon de l'Abadon (rd[note 1]), 1,5 km sur la seule commune de Collobrières.
- le ruisseau du Froid, dans le vallon du Treps (rd), 2,5 km sur la seule commune de Collobrières.
- le ruisseau de Pignegut (rg), 6,8 km sur les deux communes de la Garde-Freinet et Grimaud avec deux affluents :
  - le ruisseau de Gagnal (rd), 3,3 km sur la seule commune de la Garde-Freinet.
  - le ruisseau de Brugassier (rg), 3,5 km sur la seule commune de la Garde-Freinet.
- le ruisseau du Pas de Sept Hommes (rg), 1,4 km sur les deux communes de la Garde-Freinet et Grimaud.
- le ruisseau de Val de Gilly ou vallon du Camp de la Suyère (rg), 4,1 km sur les trois communes de la Garde-Freinet, Grimaud et Cogolin, avec un affluent :
  - le vallon de Val D'aubert (rg), 1,4 km sur la seule commune de la Garde-Freinet.
- le vallon de la Tourre (rg), 5,3 km sur les deux communes de la Garde-Freinet et Grimaud, avec un affluent :
  - le Val d'Arnaud (rg), 1,6 km sur les deux communes de la Garde-Freinet et Grimaud.
- le ruisseau d'Infernon (rg), 1,4 km sur la seule commune de Grimaud.
- le ruisseau de Grenouille ou Vallat de Rabassières en partie haute ou ruisseau de Val de Périer (rd), 9,3 km sur les trois communes de La Môle, Collobrières et Cogolin avec deux affluents :
  - le Vallat de Saint-Marc (rd), 2,2 km sur les deux communes de La Môle et Cogolin.
  - le ruisseau de Sainte-Magdeleine (rd), 5 km sur les deux communes de La Môle et Cogolin.
- Le Grimaud[réf. nécessaire][note 2]
- La Môle ou rivière les Campaux, ou vallon de Gratteloup (rd), 24,8 km sur quatre communes avec vingt affluents, et de rang de Strahler quatre avec le barrage de la Verne sur la Verne.
- La Garde ou ruisseau de la Mente, ou vallon du Pichier (rg), 13,8 km sur deux communes avec cinq affluents, et de rang de Strahler deux.

### Rang de Strahler
Le rang de Strahler de la Giscle est de cinq.